# Svištov
Svištov (bugarski: Свищов), za Otomanskog Carstva znan kao Ziştovi, grad je na sjeveru Bugarske, u Oblasti Veliko Trnovo. Grad leži na desnoj obali rijeke Dunava. Svištov je treći po veličini grad u Oblasti Veliko Trnovo iza gradova Veliko Trnovo i Gorna Orjahovica. Svištov je upravno sjedište Općine Svištov.

## Zemljopisne osobine
Svištov se nalazi u sjevernom dijelu, na sredini Bugarske na obalama Dunava. On je najužnija bugarska dunavska luka. Udaljenost između Svištova i Sofije iznosi 237 kilometera, do Plevena ima 80 km, a do grada Rusea 90 km.

## Povijest
Svištov kao naselje prvi put spominje Ptolemej kao rimsku koloniju pod imenom Novae. Ona je R
Rimljanima služila kao polazišna točka za vojne operacije protiv barbarskih plemena. Posljednja takva operacija bila je Mauricijeva Balkanska kampanja.
Jedno kratko vrijeme to je bio glavni grad Ostrogota. To je bio nakon Teodorikovog zauzimanja Singidunuma (Beograda) 471. godine i pljačkanja Makedonije i Grčke. Teodorik se smjestio u tadašnji Novae na donjem Dunavu 483. godine, u njemu je stolovao svega desetak godina. On je nakon toga preselio svoju aktivnost na Apeninski poluotok.
Grad Novae je razoren nakon 613. godine, što znamo po pronađenom novčiću. Novae je izgleda bio pored naselja Staklen, a to je zapadnije od današnjeg grada, Svištov je pomaknut više lijevo i gotovo uništen u 16 st. za tadašnjih stalnih turskih ratova.
U Svištovu je potpisan svištovski mir 1790. godine, kojim je određena habsburško-turska granica. Grad su zapalili 1810. godine Rusi. Nakon 1820. godine grad se počeo obnavljati i rasti. Nakon uvođenja u promet parnih brodova u donjem Dunavu 1835. Svištov je doživio nagli procvat kao značajna riječna luka. Rumunjski grad Alexandria osnovan je od izbjeglica iz Svištova nakon Rusko-turskog rata 1828. – 1829.
Svištov je prvi oslobođeni grad za vrijeme Rusko-turskog rata 1877. – 1878., tada je najveći dio ruske vojske prešao Dunav pored Svištova.

## Porijeklo imena
Današnje ime grada Svištov ima čudnu povijest. Ime za grad Sistova prvi put je upotrijebljeno nakon Habsburško-turskog rata 1788-1791. i to 1791. godine. Ime Sistova počelo se upotrebljavati umjesto turskog naziva za grad Zigit. Za većeg dijela vladavine Otomanskog carstva grad se zvao Ziştovi (a na rumunjskom: Şiştova). Postoji jedna teorija da ime grada dolazi od bugarske riječi Svešnij (a koja dolazi od bugarske riječi svešt koja znači svijeća, lampa), jer se je na taj način brodovima označavao put po noći.

## Gospodarstvo grada
Za Svištov su značajni luka, i pogoni; elektronske i kemijske industrije. Okolica grada ima razvijenu poljoprivredu.

## Vanjske poveznice
- Službene stranice  Arhivirana inačica izvorne stranice od 6. srpnja 2011. (Wayback Machine)
- Vodič kroz općinu Svištov